# Slag bij Solferino
De Slag bij Solferino vond plaats op 24 juni 1859 en resulteerde in de overwinning van de alliantie van het Franse leger onder Napoleon III en het Sardijnse leger onder Victor Emmanuel II (samen bekend als de Frans-Sardijnse Alliantie) op het Oostenrijkse leger onder commando van keizer Frans Jozef I. Meer dan 200.000 soldaten vochten in deze belangrijke slag, de grootste Europese veldslag sinds de Slag bij Leipzig uit 1813. Er waren 129.273 Oostenrijkse soldaten en 130.833 Franse en Piëmontees-Sardijnse militairen. Gelijktijdig vond de Slag om San Martino plaats. Henri Dunant was na de slag ter plaatse en dit vormde het begin van het Rode Kruis en de Eerste Geneefse Conventie.

## Achtergrond
De Tweede Italiaanse Onafhankelijkheidsoorlog, die begonnen was na politieke spanningen en wederzijdse mobilisatie van Sardinië en Oostenrijk, was precies twee maanden aan de gang, toen het gecombineerde Frans-Sardijnse leger bij toeval op de Oostenrijkers stuitte bij Solferino. In de twee voorafgaande maanden hadden de Fransen en Sardiniërs met hun overwinningen bij Montebello (20 mei), Varese (24 mei), Palestro en Confienza (30-31 mei) en Magenta (4 juni) de opmars van de troepen van graaf Ferenc Gyulay richting Turijn omgezet in een terugtocht. Hierdoor moesten de Oostenrijkers Milaan op 6 juni opgeven. Hierop legde Gyulay op 17 juni het bevel neer en keizer Frans Jozef voerde zelf de Oostenrijkse legers aan. 
Op 21 juni besloot de keizerlijke staf om het hoofdleger achter de rivier de Mincio terug te trekken. Het geallieerde leger zat hen tegen die tijd op de hielen en verwachtte dat de Oostenrijkers een verdedigende positie in zouden nemen achter de Mincio of in de Quadrilatero, het nabijgelegen verdedigingssysteem van vier sterke forten. 
De Oostenrijkers hadden zich ondertussen echter bedacht. Voor de geallieerde legers bij de Mincio zouden zijn moesten zij eerst de Chiese over. Hierin zag de staf van de keizer een kans, als de geallieerde legers aangevallen konden worden terwijl ze bij Montichiari de Chiese overstaken. Om dit plan uit te voeren trokken de Oostenrijkse korpsen op 23 juni de Mincio weer over. Tegen de avond hadden zij hierdoor posities bereikt die zowel voor de staf als voor de soldaten bekend terrein waren. Het gebied rond Solferino werd door het Oostenrijkse leger al jaren gebruikt voor oefeningen en oorlogsspelen. Elk jaar manoeuvreerden hier de Oostenrijkse bataljons en wonnen de generaals er de oefenveldslagen. Op de avond van 23 juni 1859 kampeerden de Oostenrijkse troepen er. Zij, noch hun generaals, wisten precies waar de geallieerden waren, maar de geallieerden wisten net zomin waar de Oostenrijkers zich ophielden. 
Zij waren intussen de Chiese al overgestoken en keizer Napoleon III die zelf het bevel over zijn leger voerde, had besloten om de volgende morgen al vroeg weer uit te trekken, om een mars op het heetst van de dag te vermijden. In de nacht van 23 op 24 juni, rond 2.00 uur, trokken de eerste Franse colonnes vanuit Montichiari naar hun beoogde nieuwe posities. De plaatsen waar de Fransen heen marcheerden waren dezelfde plaatsen waar de Oostenrijkers die nacht sliepen. Geen van beide kanten was ervan op de hoogte.

## Het slagveld

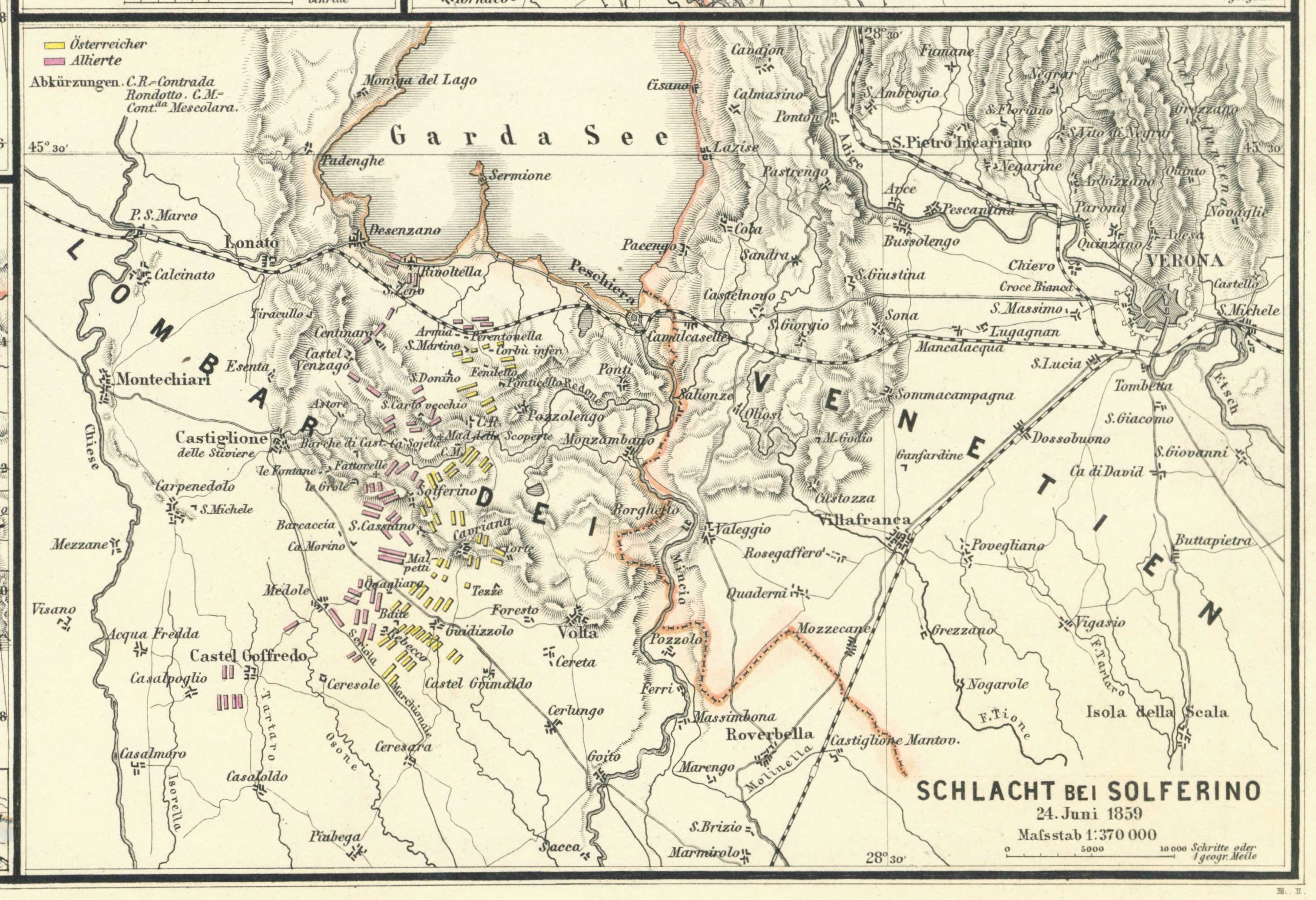
Kaart van het slagveld

De onherroepelijke botsing zou plaatsvinden op een groot slagveld. De acties van de 24e vonden plaats tussen het Gardameer in het noorden, de Mincio in het oosten, Castel Goffredo in het zuiden en de Chiese in het westen, hoewel het eigenlijke slagveld veel kleiner was. De ruimte waarin gevochten werd lag tussen de monumentale toren van San Martino in het noorden en het irrigatiekanaal Seriola Marchionale in het zuiden. De noordelijke helft van het slagveld was moeilijk begaanbaar terrein door de vele goed te verdedigen heuvels.
Op deze heuvels lag de rechterflank van het Oostenrijkse leger bestaande uit het achtste korps van Ludwig Ridder von Benedek dat San Martino met zijn toren en Pozzolengo verdedigde. Links van Benedeks troepen lag de zuidflank van de heuvelrug met de dorpen Grole en Solferino en daaronder San Cassiano en Cavriana. Solferino en Grole, evenals het noordelijker gelegen Madonna della Scoperta, werd verdedigd door het vijfde korps van graaf Philipp von Stadion und Thannhausen. San Cassiano en Cavriana door graaf Eduard Clam-Gallas’ eerste korps. Ten zuiden van Cavriana was het slagveld vlak en kende het voornamelijk uitgestrekte velden met hoge gewassen, dit gebied werd de Campo di Medole genoemd. Ten zuiden van het eerste korps lagen twee korpsen. Voor in de frontlinie, tussen de gehuchten Rebecco en Crocevia, was het negende korps van graaf Johann Franz von Schaffgotsch. Zijn uiterste linkerflank werd gedekt door de cavaleriedivisie van graaf Zedtwitz die tegen de Seriola Marchionale aan lag. In zijn rug, bij Guidizzolo lag het derde korps onder Edmund Prins von Schwarzenberg, ondersteund door het oprukkende elfde korps van Valentin Veigl von Kriegeslohn en zevende korps van Thomas Friedrich Freiherr von Zobel. Ten slotte lag achter Cavriana nog een cavaleriedivisie onder bevel van graaf Alexander von Mensdorff-Pouilly.
De geallieerde legers kwamen vanuit het noordwesten. Tegenover Benedek stonden Sardinische troepen. De 3e en 5e divisies vielen San Martino aan. Stadion kreeg de 1e en 2e Sardinische divisie in zijn flank bij Madonna della Scoperta. De Oostenrijkse troepen aan de zuidkant van de heuvelrug en op de Campo di Medole hadden Fransen tegenover zich. Drie Franse korpsen vielen het Oostenrijkse centrum aan. Het eerste korps onder Achille Baraguey d'Hilliers marcheerde op Solferino, het tweede korps onder Patrice de Mac Mahon op Cavriana. Het Gardekorps onder Auguste Regnaud de Saint-Jean d'Angély vormde de reserve voor deze opmars. Op de Campo di Medole werd enkel het vierde korps onder Adolphe Niel ingezet. De uiterste rechterflank van het geallieerde leger was het derde korps van François Certain de Canrobert dat op Castel Goffredo marcheerde en als opdracht had om de flank af te dekken voor de vermeende versterkingen die de Oostenrijkers uit Mantua zouden krijgen.

## Verloop van de veldslag

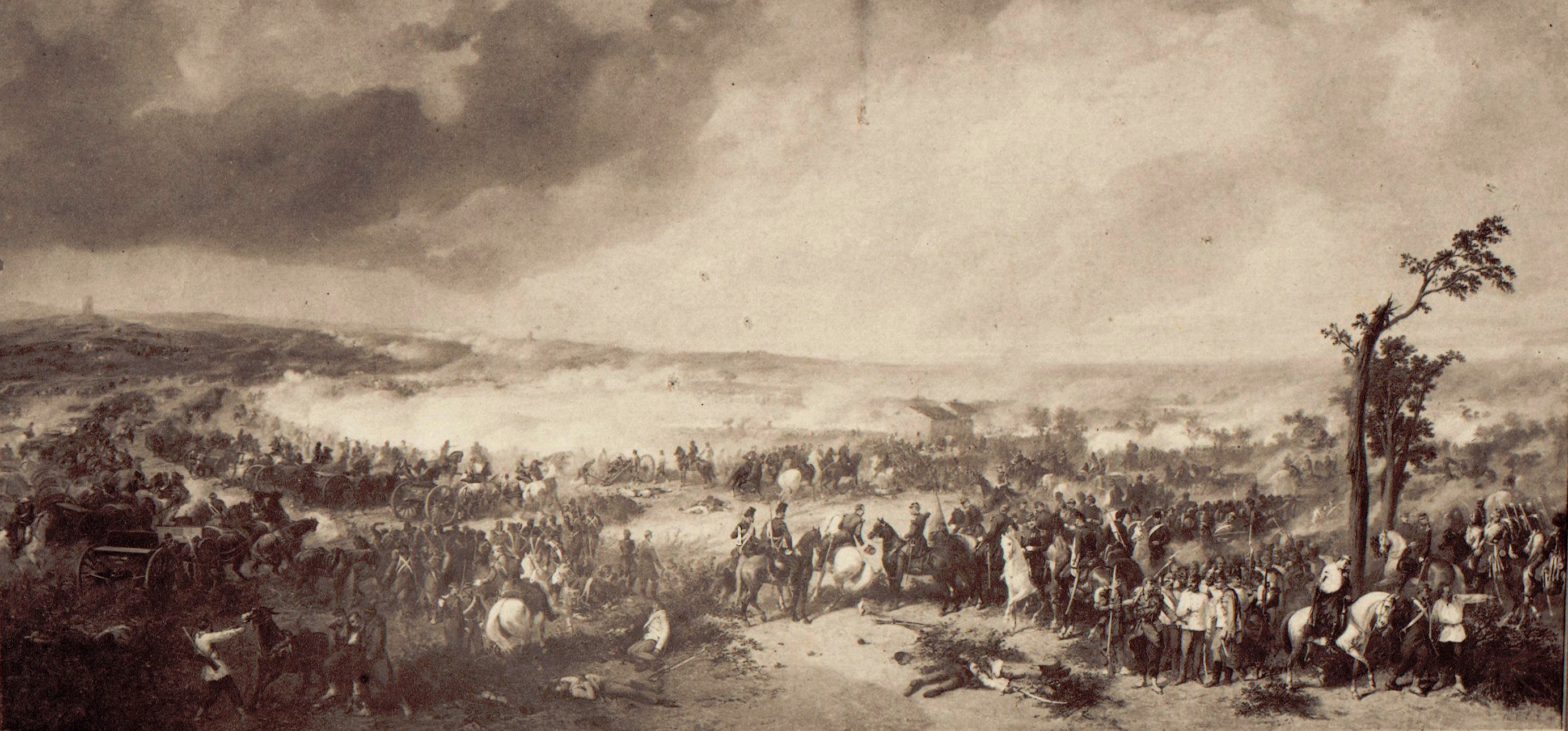
Foto door Pierre-Ambroise Richebourg van de gevechten op de Campo di Medole

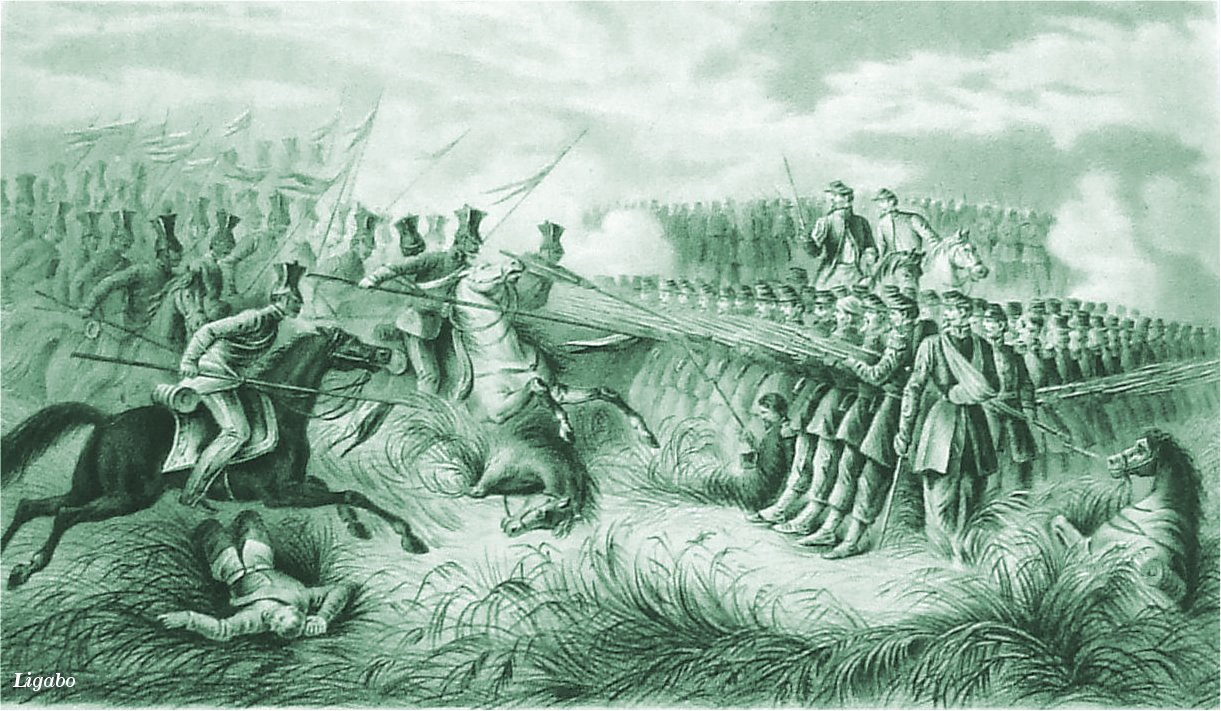
Een Frans Carré weerstaat een charge van ulanen

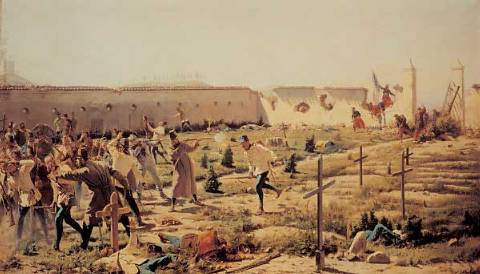
De Franse infanterie van Baraguey neemt het kerkhof in

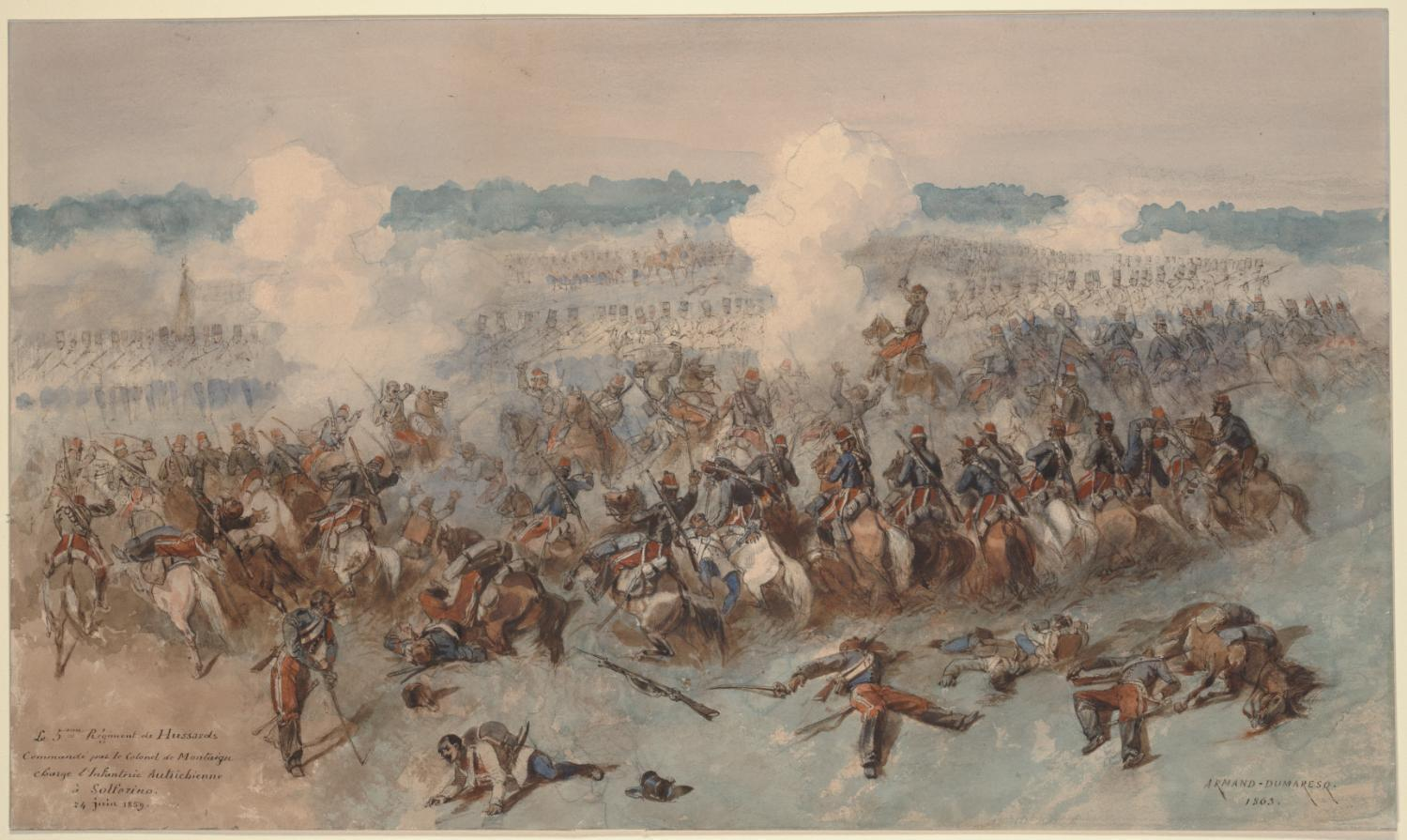
Het 5e regiment Franse huzaren chargeert

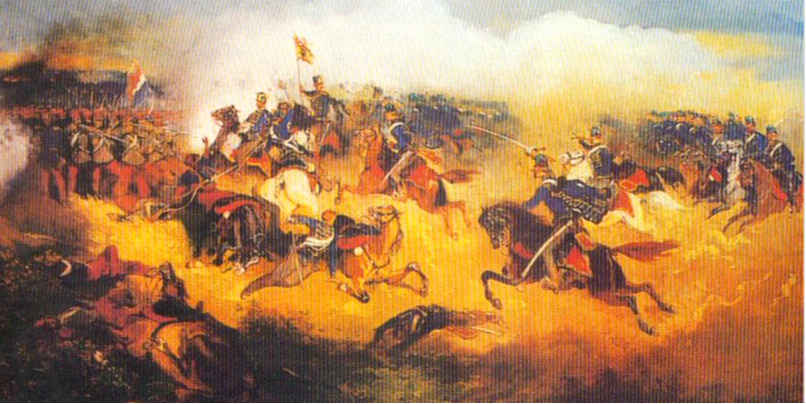
Het 13e regiment Oostenrijkse huzaren chargeert

Om 5.00 uur stuitten de geallieerde legers op vooruitgeschoven Oostenrijkse eenheden en beide zijden waren verrast. De Oostenrijkse troepen zaten nog aan hun ontbijt en waren niet paraat. De Fransen hadden het Oostenrijkse hoofdleger niet voor de Mincio verwacht en moesten hun marsplan omzetten in een aanvalsplan. Als eerste gingen Baraguey en Mac Mahon tot actie over in het centrum. Mac Mahon moest vanwege zijn centrumpositie contact houden met Niel op rechts en tegelijkertijd had hij de sterkste Oostenrijkse troepenconcentratie tegenover zich. Het tweede korps werd gedurende de ochtend rond het gehucht Casa Morino aangevallen door de korpsen van Schwarzenberg en Schaffgotsch. Met effectieve en complementaire inzet van infanterie, artillerie en cavalerie sloeg Mac Mahon de slecht gecoördineerde Oostenrijkse aanvallen af. De rest van de dag was het Niel, die tijdens de openingsgevechten was gearriveerd, die het op de Campo di Medole tegen de grootste Oostenrijkse troepenconcentratie op zou nemen.
Ondertussen was Baraguey begonnen aan zijn aanval op Solferino. Generaal Stadion had als een van de weinige Oostenrijkse officieren wel een veldslag verwacht en Solferino was hierdoor voorbereid op een aanval. Bovendien waren de toegangswegen tot het dorpje verraderlijk en makkelijk te verdedigen. Het dorp lag tussen heuvels ingeklemd, de prominentste was de cipressenberg die tussen de Fransen en het dorp in lag. Naast de cipressenberg verrees op een heuvel een grote wachttoren, de Spia d’Italia. Het pad naar Solferino kon bovendien makkelijk worden beschoten vanuit een klooster met nabijgelegen kerkhof, dat met zijn steile muren zelf ook een formidabele positie vormde. Onder deze lastige omstandigheden moest Baraguey Solferino bestormen. Zijn aanvalsgolven waren het grootste deel van de ochtend bezig om te trachten een stelling in te nemen op de cipressenberg of in het klooster. Rond het middaguur zou hij hierbij ondersteuning krijgen van de eenheden van het Gardekorps die toen arriveerden.
Noordelijker deed zich een soortgelijke situatie voor. Vanaf 7.30 uur poogden de Sardiniërs verwoed om de door Benedek verdedigde heuvels te bestormen in wat ook wel bekend staat als de slag om San Martino. Gebrek aan Sardijnse coördinatie en sterke Oostenrijkse verdedigingsposities zorgden ervoor dat geen succes werd behaald. Constante aanvallen heuvelopwaarts werden beantwoord met moordend geweer- en artillerievuur. Wanneer tactisch gelegen hoeves toch door Sardinische infanterie werden ingenomen, dan was het Oostenrijkse antwoord een charge met bajonetten om de vijand weer terug te drijven. Zo raakten de hellingen van de San Martino, net als die van Solferino, gedurende de dag bezaaid met in blauw en wit geklede lichamen.
Rond de Seriola Marchionale vocht Niel ondertussen tegen de Oostenrijkse overmacht. Schwarzenberg, Schaffsgotsch en Veigl hadden zich met zijn drieën op het vierde korps gestort, maar in zware gevechten in de velden en dorpen van de Campo weerden de Fransen zich. Niel was ziedend over het feit dat hij het alleen af moest tegen de overmacht die hij tegenover zich had en stuurde verzoeken aan Canrobert die in Castel Goffredo op de verwachte vijand uit Mantua wachtte. Canrobert stond bekend als besluiteloos. In de Krimoorlog hadden zijn Britse bondgenoten hem ook wel spottend "Robert can’t" genoemd. Nu moest hij kiezen tussen de flank verdedigen tegen 'de mythische mannen van Mantua' en Niel te hulp schieten. Hoewel hij langzaamaan steeds meer eenheden van het derde korps vrijgaf om op de Campo te vechten kwam het merendeel van zijn troepen pas op het slagveld aan toen de slag al beslist was. Niel hield zich ondertussen kranig en gebruikte zijn artillerie effectief door tussen zijn linkerflank en de rechterflank van Mac Mahons korps een grote batterij op te stellen. De getrokken lopen van de Franse kanonnen kwamen in het open terrein van de Campo goed tot hun recht. Tot laat in de middag zou de slag in het zuiden tobben in de velden tussen Casa Morino en Guidizzolo.
De beslissing viel in het midden. Rond 14.00 uur bestormde Baragueys infanterie samen met verse eenheden van de Garde de cipressenberg, het kloosterkerkhof en de Spia d'Italia. De Garde Voltigeurs bestormden de cipressenberg onder een luid Vive le Empereur! terwijl hun commandant met zijn zakdoek op zijn sabelspits zijn mannen aanspoorde. Baragueys infanterie sloeg de pas de charge terwijl ze het kerkhof overnamen. De Oostenrijkse linie brak en de Fransen stroomden Solferino binnen. Binnen een half uur was Stadions korps op de vlucht richting de Mincio. Tegelijkertijd rukte Mac Mahon op richting Cavriana, de plek waar Frans Jozef zijn hoofdkwartier had gehad en waar Napoleon III tegen dit tijdstip al verwachtte te overnachten, maar Clam Gallas bood hevig weerstand. Tussenkomst van de Garde dreef de Oostenrijkers uiteindelijk uit Cavriana. De cavalerie van de Garde joeg Mensdorffs Oostenrijkse cavalerie het veld af.
Tegen 15.30 uur was het duidelijk dat het volledige Oostenrijkse centrum was ingestort. De Keizer reed huilend van woede langs zijn troepen in verwoede pogingen ze aan te sporen verzet te bieden, zijn neef schuimbekte letterlijk van woede. Op de Campo en San Martino vocht men verder. Niel poogde met het groeiende aantal versterkingen dat hij tot zijn beschikking had fel om Guidizzolo in te nemen. 
Nadat het de gehele dag drukkend warm was geweest sloeg het weer om. Tegen 17.00 uur werd het slagveld verstoord door hevige wind, windhozen en stortregens. De storm beëindigde de slag in het zuiden. Schwarzenberg en Schaffsgotsch trokken zich in stromende regen en sterke wind terug naar de Mincio. Veigl dekte de aftocht en was nog tot 22.00 uur in Guidizzolo. Op de San Martino vocht men na de storm, rond zonsondergang, nog door. Pas toen de Sardiniërs door een goed gecoördineerde aanval de heuvel op waren gekomen begon Benedek zich terug te trekken naar het oosten. In het donker trokken Veigl en Benedek zich terug over de Mincio. De laatste Oostenrijkers verlieten de westoever om 3.00 uur, ruim 24 uur nadat de Fransen aan hun opmars begonnen was de slag bij Solferino voorbij.

## Rode Kruis en Conventie van Genève

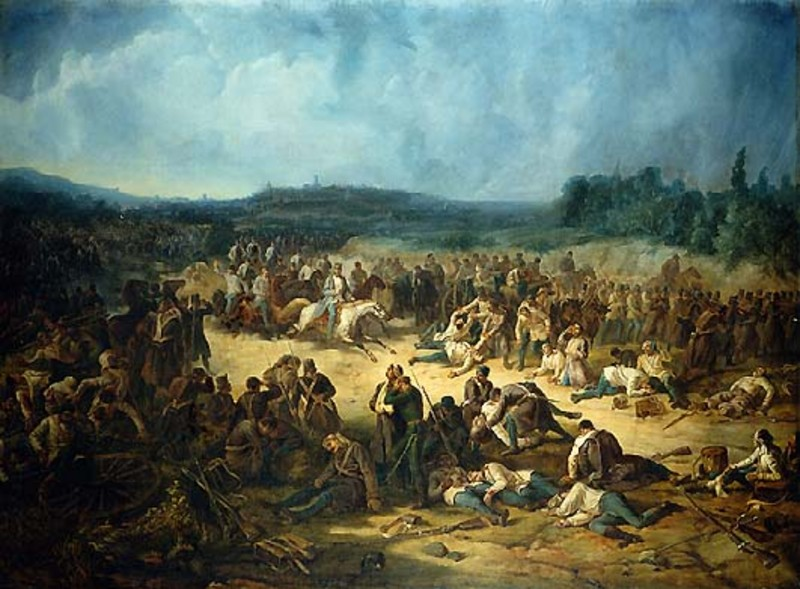
Henri Dunant verzorgt de gewonden

Die nacht arriveerde de Zwitserse zakenman Henri Dunant op het slagveld. De Zwitser was geschokt door wat hij er aan trof. De 15 kilometer tussen San Martino en Guidizollo lag bezaaid met de lichamen van tienduizenden gesneuvelde, stervende en gewonde soldaten. De geallieerden telden na de slag 2.376 doden, 12.436 gewonden en 2.281 vermisten, de Oostenrijkers telden 21.737 verliezen. Dunant besloot dat de gewonden niet op het veld achter konden blijven en begon prompt de lokale bevolking, met name de vrouwen, te mobiliseren om zoveel mogelijk gewonden van het veld te halen en te verzorgen. Hij liet van zijn eigen geld hospitalen oprichten om zoveel mogelijk mannen van beide zijden te helpen. Het aanzicht van het slagveld zou Dunant blijvend motiveren. In 1862 bracht hij op eigen kosten het boek Een herinnering aan Solferino uit over zijn ervaringen bij Solferino. Door het probleem van gewondenzorg op de kaart te zetten bracht Dunant grote veranderingen teweeg. Zowel de oprichting van het Rode Kruis als de Eerste Geneefse Conventie van 1864 waren gevolgen van Dunants lobbywerk.

## Wapenstilstand

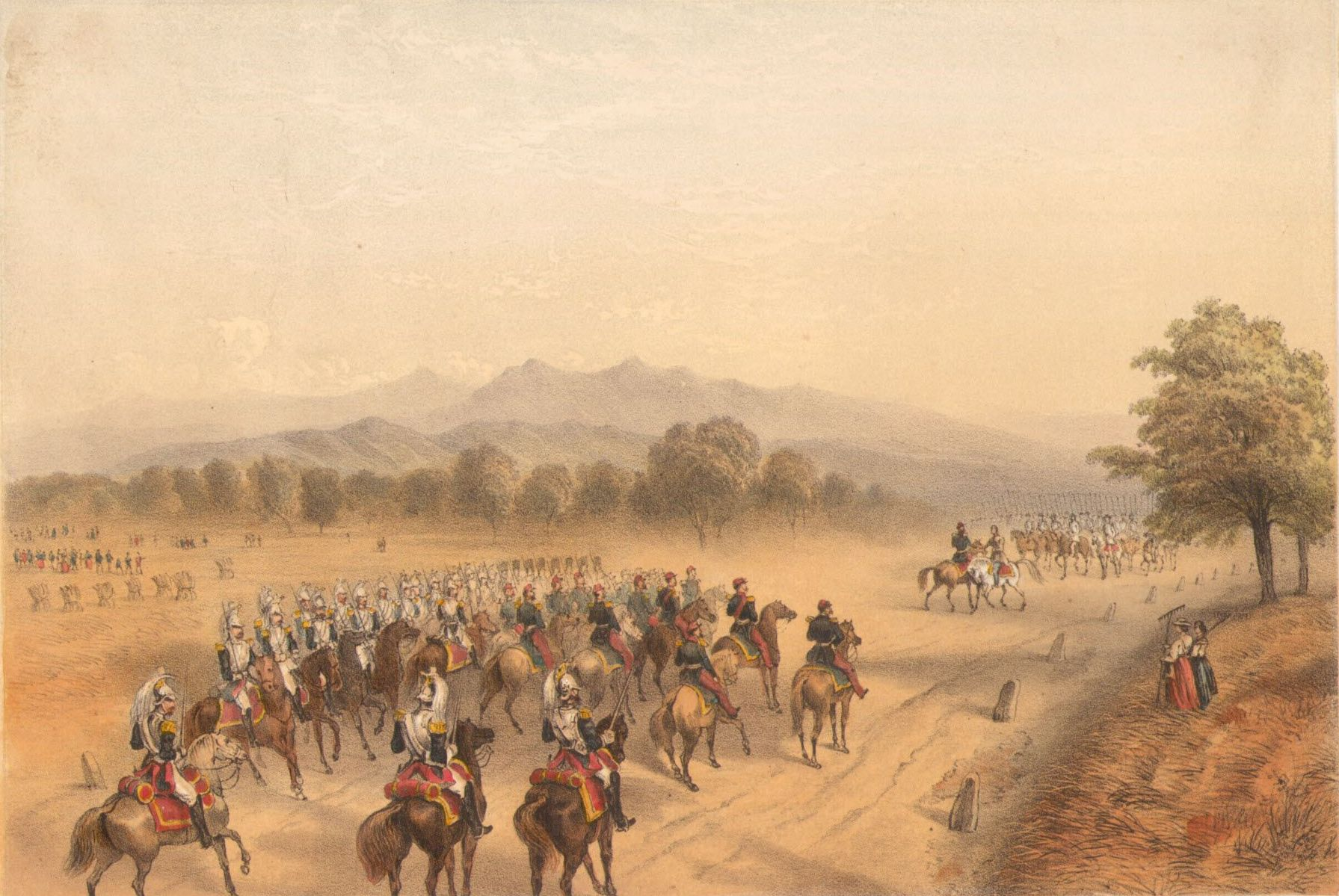
Napoleon III en Franz Josef sluiten wapenstilstand

In de dagen na de slag bleek de omvang van de Oostenrijkse nederlaag. De Keizer kreeg van zijn generaals te horen dat de korpsen nog niet in staat zouden zijn om een Franse opmars over de Mincio te weerstaan. Verschansing in de Quadrilatero leek de meest logische optie. Napoleon III was echter niet van zin om nog veel langer oorlog te voeren. Anders dan zijn oom Napoleon Bonaparte hield hij niet van het slagveld en het lijden en sterven dat er plaats vond. Bovendien waren er strategische overwegingen voor vrede. Pruisen was begonnen aan mobilisatie met als doel in de oorlog tussen te komen. Keizer Napoleon stuurde daarom op 6 juli zijn goede vriend de graaf van Fleury naar Keizer Frans Josef om een wapenstilstand te onderhandelen. Zij kwamen tot een akkoord dat twee dagen later werd bevestigd door een ontmoeting van de twee keizers bij Villafranca waar de Wapenstilstand van Villafranca werd getekend. Lombardije, met uitzondering van Mantua, zou aan Frankrijk toekomen, dat het vervolgens afstond aan Sardinië. Oostenrijk behield Venetië. Twee jaar later zouden het belangrijke bepalingen blijken voor de Risorgimento, de eenmaking van Italië.

## Trivia
- Dit is historisch gezien de laatste grote veldslag waarbij zich, te midden van de gevechten en op slechts enkele kilometers van elkaar, drie staatshoofden te paard, bevonden: Franz Josef, Napoleon III en Victor Emanuel.
- Na Solferino zou Franz Josef nooit meer persoonlijk een leger aanvoeren.
- Bij Solferino vocht een Sardijns leger voor de onafhankelijkheid van Italië, maar vanwege de vele vrijwilligers uit alle delen van het land kon dit eigenlijk een Italiaans leger genoemd worden.
- Voor het eerst in het moderne Europa vochten veel niet blanke soldaten in het Franse leger. Dit waren zogeheten 'Turcos', Noord Afrikaanse zoeaven die symbool stonden voor Frans kolonialisme.
- De slag is tevens het uitgangspunt van de roman Radetzkymars (1932) van de Oostenrijkse schrijver Joseph Roth.
- Gaspard Nadar maakte met een luchtballon de eerste verkenningsfoto's vanuit de lucht.